# 역함수

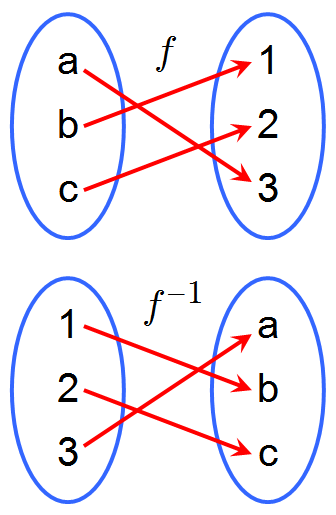
함수 와 그 역함수

수학에서 역함수(逆函數, 문화어: 거꿀함수, 영어: inverse function)는 정의역과 치역(함숫값)을 서로 뒤바꾸어 얻는 함수이다. 즉, 역함수의 대응 규칙에서, 원래의 출력값은 원래의 입력값에 대응한다.

## 정의
함수 {\displaystyle f\colon X\to Y}가 주어졌을 때, 함수 {\displaystyle g\colon Y\to X}가 다음 조건을 만족시키면, {\displaystyle f}의 왼쪽 역함수(-逆函數, 영어: left inverse function)라고 한다.
- 임의의 {\displaystyle x\in X}에 대하여, {\displaystyle g(f(x))=x}

마찬가지로, 함수 {\displaystyle h\colon Y\to X}가 다음 조건을 만족시키면, {\displaystyle f}의 오른쪽 역함수(-逆函數, 영어: right inverse function)라고 한다.
- 임의의 {\displaystyle y\in Y}에 대하여, {\displaystyle f(h(y))=y}

함수 {\displaystyle f\colon X\to Y}의 역함수 {\displaystyle f^{-1}\colon Y\to X}는 {\displaystyle f}의 왼쪽 역함수이자 오른쪽 역함수이다. 즉, 다음 조건을 만족시키는 함수이다.
- 임의의 {\displaystyle x\in X} 및 {\displaystyle y\in Y}에 대하여, {\displaystyle y=f(x)}와 {\displaystyle x=f^{-1}(y)}는 서로 필요 충분 조건이다.

역함수를 갖는 함수를 가역 함수(可逆函數, 영어: invertible function) 또는 일대일 대응 또는 전단사 함수라고 한다. 전단사 함수가 아닌 함수의 경우에도, 그 함수의 정의역이나 공역을 줄여 전단사 함수가 되게 한 다음 역함수를 정의할 수 있다. 역삼각 함수는 바로 이러한 방법으로 정의된다.

## 표기
함수 {\displaystyle f}의 역함수는 위 첨자된 "-1"을 사용하여 {\displaystyle f^{-1}}와 같이 표기하며, 역함수 에프 또는 에프 인버스라고 읽는다. 이는 곱셈 이항 연산의 역원의 표기와 같다. 이러한 표기는 거듭제곱의 표기와 혼동할 수 있는데, 이 때문에 역사인 함수는 보통 {\displaystyle \sin ^{-1}x} 대신 새로운 표기인 {\displaystyle \arcsin x}를 사용하여 표기한다.

## 성질
- 모든 함수가 역함수를 가질 필요는 없다. 역함수를 가질 필요충분조건은 전단사 함수이다.
- 전단사 함수의 역함수는 항상 유일하다. 이는 표기 {\displaystyle f^{-1}}를 사용할 수 있는 이유이다.
- 전단사 함수의 역함수의 정의역은 원래 함수의 공역 및 치역과 같으며, 역함수의 공역 및 치역은 원래 함수의 정의역과 같다. 즉, 전단사 함수 {\displaystyle f}에 대하여, 다음이 성립한다.
{\displaystyle \operatorname {dom} f^{-1}=\operatorname {codom} f=\operatorname {ran} f}
{\displaystyle \operatorname {codom} f^{-1}=\operatorname {ran} f^{-1}=\operatorname {dom} f}
- 전단사 함수의 역함수 역시 전단사 함수이며, 역함수의 역함수는 원래 함수 자기 자신이다. 즉, 전단사 함수 {\displaystyle f}에 대하여, 다음이 성립한다.
{\displaystyle (f^{-1})^{-1}=f}
- 전단사 함수 {\displaystyle f}의 역함수 {\displaystyle f^{-1}}의 정의를 다시 쓰면 다음과 같다.
{\displaystyle f^{-1}(f(x))=x\qquad (\forall x\in X)}
{\displaystyle f(f^{-1}(y))=y\qquad (\forall y\in Y)}
- 전단사 함수 {\displaystyle f}의 역함수 {\displaystyle f^{-1}}의 정의의 다른 한 가지 서술은 다음과 같다. (여기서 {\displaystyle \circ }는 함수의 합성의 기호이다.)
{\displaystyle f^{-1}\circ f=\operatorname {id} _{\operatorname {dom} f}}
{\displaystyle f\circ f^{-1}=\operatorname {id} _{\operatorname {codom} f}}
- 함수의 합성의 역함수에 대하여, 다음과 같은 성질이 성립한다. 전단사 함수 {\displaystyle f,g}에 대하여,
{\displaystyle (g\circ f)^{-1}=f^{-1}\circ g^{-1}}

이는 역함수의 정의에 따라 쉽게 보일 수 있다. 또한, 이를 양말을 신은 뒤 신발을 신은 일을 취소하려면 신발을 벗은 뒤 양말을 벗어야 한다는 사실에 비유할 수 있다.
- (역함수 정리) 역함수의 미분은 {\displaystyle (f^{-1})'={\frac {1}{f'\circ f^{-1}}}}이다.

## 같이 보기
- 위상 동형